# Eurípile
En la mitología griega, Eurípile (griego antiguo: Εὐρυπύλη) es el nombre de varios personajes:
- Una reina de las amazonas que dirigió una expedición contra las ciudades de Ninua y Babilonia alrededor de 1760 a. C.[1][2] La admiración de Eurípile por Babilonia se registra en el comentario de Eustacio de Tesalónica sobre Dionisio Periegeta, donde dice que Eurípile había tomado Babilonia para defender su belleza. Las transformaciones que había llevado a cabo Semíramis la habían puesto furiosa.

- Otro nombre para Eurícide, la hija de Endimión.[3][4][5]
- Una de las cincuenta hijas de Tespio, que le dio a Heracles un hijo, Arquédico.[6]
- Una de las ménades en el cortejo de Dioniso.[7]